# Kanal Sir Francisa Drakea
Kanal Sir Francisa Drakea (eng. Sir Francis Drake Channel) je tjesnac na Britanskim Djevičanskim otocima koji odvaja glavni otok Tortolu od nekoliko manjih otoka na jugu. Kao što ime sugerira, kanal je dobio ime po slavnom engleskom istraživaču Sir Francisu Drakeu.

## Vanjske poveznice
|  | Zajednički poslužitelj ima još gradiva o temi Kanal Sir Francisa Drakea |

- The British Virgin Islands: A Pirate Haven Turned Diver’s Playground